# Шимон з Рушкова
Шимон з Рушкова (пом. 21 червня 1389) — римо-католицький і державний діяч Королівства Польського, підканцлер коронний (1377-1381).

## Життєпис
Батько Шимона — Миколай з Рушкова (імовірно — у Сілезії). Імовірно, Шимон був близьким родичем (можливо, братом) Генрика з Рушкова, писаря і публічного нотаріуса королівської канцелярії, а також, родичем (двоюрідним братом) Янка з Чарнкова, архієпископа Ґнєзненського і підканцлера коронного.
У першій половині 1360-х років Шимон з Рушкова був публічним нотаріусом у Сілезії. При дворі Казимира Великого з'явився наприкінці 1365 — на початку 1366 років, був писарем королівської канцелярії.
У кінці серпня 1375 року він уже згадується як писар у канцелярії князя Владислава Опольського.
23 квітня 1377 вперше згадується в джерелах як підканцлер коронний Людовіка Угорського. 1379 року підканцлер відпозив до Ґданська гроші, виплачені королем князеві Владиславові Білому за відмову останнього від претензій до землі Ґнєвковської. Остання згадка про нього як підканцлера датується кінцем 1381 року. Очевидно, обіймав цей уряд до смерті короля. Деякі дослідники датують закінчення перебування Шимона на посаді підканцлера 1384 роком.
1383 року став архідияконом краківським.
Помер 21 червня 1389 року.